# Eerste klasse 1950-51 (voetbal België)
Het seizoen 1950/51 van de Belgische Eerste Klasse ging van start in de zomer van 1950 en eindigde in de lente van 1951. De competitie, die onder de naam Ere Afdeling plaatsvond, telde 16 clubs. RSC Anderlecht werd voor de vierde keer in de geschiedenis van de club kampioen.

## Gepromoveerde teams
Deze teams waren gepromoveerd uit de Tweede Klasse (deze klasse werd nog Eerste Afdeling genoemd) voor de start van het seizoen:
- R. Daring Club de Bruxelles (kampioen in Eerste Afdeling A)
- K. Beringen FC (kampioen in Eerste Afdeling B)

## Degraderende teams
Deze teams degradeerden naar Tweede Klasse op het eind van het seizoen:
- K. Beringen FC
- RFC Brugeois

## Titelstrijd
Na een spannend kampioenschap werd RSC Anderlecht kampioen met evenveel punten als R. Berchem Sport omdat het doelpuntensaldo van Anderlecht beter was. Derde werd RC Mechelen KM met twee punten achterstand.

## Degradatiestrijd
Ook de degradatiestrijd bleef onbeslist tot op de laatste speeldag. Uiteindelijk degradeerden RFC Brugeois en het pas gepromoveerde K. Beringen FC terwijl de andere promovendus R. Daring Club de Bruxelles zich nipt kon redden.

## Eindstand
|   |    |                             | P  | W  | G  | V  | +  | -  | DS  | Ptn |
| - | -- | --------------------------- | -- | -- | -- | -- | -- | -- | --- | --- |
| K | 1  | RSC Anderlechtois           | 30 | 13 | 12 | 5  | 66 | 38 | 28  | 38  |
|   | 2  | R. Berchem Sport            | 30 | 17 | 4  | 9  | 71 | 48 | 23  | 38  |
|   | 3  | RC Mechelen KM              | 30 | 13 | 10 | 7  | 55 | 43 | 12  | 36  |
|   | 4  | RFC Liégeois                | 30 | 13 | 9  | 8  | 65 | 41 | 24  | 35  |
|   | 5  | R. Beerschot AC             | 30 | 13 | 8  | 9  | 67 | 44 | 23  | 34  |
|   | 6  | R. Antwerp FC               | 30 | 13 | 8  | 9  | 54 | 52 | 2   | 34  |
|   | 7  | ARA La Gantoise             | 30 | 11 | 10 | 9  | 43 | 38 | 5   | 32  |
|   | 8  | R. Standard Club Liège      | 30 | 11 | 8  | 11 | 44 | 47 | -3  | 30  |
|   | 9  | R. OC de Charleroi          | 30 | 12 | 5  | 13 | 60 | 60 | 0   | 29  |
|   | 10 | RFC Malinois                | 30 | 12 | 5  | 13 | 58 | 69 | -11 | 29  |
|   | 11 | R. Charleroi SC             | 30 | 9  | 9  | 12 | 42 | 47 | -5  | 27  |
|   | 12 | R. Racing Club de Bruxelles | 30 | 9  | 8  | 13 | 43 | 49 | -6  | 26  |
|   | 13 | R. Tilleur FC               | 30 | 9  | 8  | 13 | 41 | 48 | -7  | 26  |
|   | 14 | R. Daring Club de Bruxelles | 30 | 7  | 9  | 14 | 46 | 66 | -20 | 23  |
| D | 15 | K. Beringen FC              | 30 | 9  | 4  | 17 | 43 | 78 | -35 | 22  |
| D | 16 | RFC Brugeois                | 30 | 6  | 9  | 15 | 27 | 57 | -30 | 21  |

P: wedstrijden gespeeld, W: wedstrijden gewonnen, G: gelijke spelen, V: wedstrijden verloren, +: gescoorde doelpunten, -: doelpunten tegen, DS: doelsaldo, Ptn: totaal punten
K: kampioen, D: degradeert

## Topschutter
| Scorer         | Goals | Team             |        |
| -------------- | ----- | ---------------- | ------ |
| Albert De Hert | 26    | R. Berchem Sport | België |
| Rik Coppens    | 24    | R. Beerschot AC  | België |
| Paul Deschamps | 23    | RFC Liégeois     | België |

1895/96 · 1896/97 · 1897/98 · 1898/99 · 1899/00 · 1900/01 · 1901/02 · 1902/03 · 1903/04 · 1904/05 · 1905/06 · 1906/07 · 1907/08 · 1908/09 · 1909/10 · 1910/11 · 1911/12 · 1912/13 · 1913/14 · 1914/15 · 1915/16 · 1916/17 · 1917/18 · 1918/19 · 
1919/20 · 1920/21 · 1921/22 · 1922/23 · 1923/24 · 1924/25 · 1925/26 · 1926/27 · 1927/28 · 1928/29 · 1929/30 · 1930/31 · 1931/32 · 1932/33 · 1933/34 · 1934/35 · 1935/36 · 1936/37 · 1937/38 · 1938/39 · 1939/40 · 1940/41 · 1941/42 · 1942/43 · 1943/44 · 1944/45 · 1945/46 · 1946/47 · 1947/48 · 1948/49 · 1949/50 · 1950/51 · 1951/52 · 1952/53 · 1953/54 · 1954/55 · 1955/56 · 1956/57 · 1957/58 · 1958/59 · 1959/60 · 1960/61 · 1961/62 · 1962/63 · 1963/64 · 1964/65 · 1965/66 · 1966/67 · 1967/68 · 1968/69 · 1969/70 · 1970/71 · 1971/72 · 1972/73 · 1973/74 · 1974/75 · 1975/76 · 1976/77 · 1977/78 · 1978/79 · 1979/80 · 1980/81 · 1981/82 · 1982/83 · 1983/84 · 1984/85 · 1985/86 · 1986/87 · 1987/88 · 1988/89 · 1989/90 · 1990/91 · 1991/92 · 1992/93 · 1993/94 · 1994/95 · 1995/96 · 1996/97 · 1997/98 · 1998/99 · 1999/00 · 2000/01 · 2001/02 · 2002/03 · 2003/04 · 2004/05 · 2005/06 · 2006/07 · 2007/08 · 2008/09 · 2009/10 · 2010/11 · 2011/12 · 2012/13 · 2013/14 · 2014/15 · 2015/16 · 2016/17 · 2017/18 · 2018/19 · 2019/20 · 2020/21· 2021/22 · 2022/23 · 2023/24 · 2024/25